# 镇海塔
镇海塔，位于宁夏回族自治区银川市灵武市，是中华人民共和国宁夏回族自治区文物保护单位之一。
1963年，授予宁夏回族自治区文物保护单位，是一座古建筑及历史纪念建筑物。